# II Sonata fortepianowa (Rachmaninow)
II Sonata fortepianowa b-moll op. 36 – sonata na fortepian skomponowana przez Siergieja Rachmaninowa w 1913; jej druga wersja powstała w 1931. Premiera utworu odbyła się 3 grudnia 1913 w Moskwie w wykonaniu kompozytora. Czas trwania utworów wynosi ok. 22–25 minut. 

## Budowa
(opracowano na podstawie materiału źródłowego)
1. Allegro agitato
2. Non allegro – Lento
3. Allegro molto